# Ronny Huybrechts
Ronny Huybrechts (* 20. Juli 1965 in Antwerpen) ist ein belgischer Dartspieler.

## Karriere

### 1989–2012: Erste Jahre
Ronny Huybrechts trat im April 1989 erstmals bei einem Turnier der BDO bzw. WDF in Erscheinung. Bei den Antwerp Open erreichte er das Halbfinale. Dies konnte er zwei Jahre später bei den Belgium Open wiederholen. 1997 kam außerdem ein Viertelfinale bei den German Open hinzu.
1999 und 2003 stand Huybrechts zweimal im Finale der Belgischen Meisterschaft. Er verlor jedoch beide Male gegen Eric Clarys.
Sein erstes PDC-Turnier waren im April 2005 wiederum die Antwerp Open, wo er jedoch in Runde 1 ausschied. Daraufhin nahm er im Oktober desselben Jahres an seinem ersten Darts-Major, dem World Masters, teil, gewann aber keinen Satz. Auch 2006 war hier bereits nach einem Spiel Schluss.
2007 nahm Huybrechts dann erstmals an Turnieren der PDC Pro Tour teil. Bei der Antwerp Darts Trophy gelang es ihm sogar in der ersten Runde den ehemaligen Weltmeister John Part mit 3:0 in Sätzen zu schlagen. Huybrechts scheiterte allerdings in Runde 2 an Arnold Paap.
Im Februar 2008 gewann Huybrechts dann seinen ersten WDF-Titel. Im Finale der Dortmund Open schlug er Jerry Hendriks mit 3:1. Ein Jahr später wurde er dann Belgischer Meister gegen Kurt van de Rijck, ein Titel, den er 2010 verteidigen konnte. Hinzu kam ein Finalsieg beim Spring Cup im April gegen Geert De Vos.
Beim WDF Europe Cup 2010 trat Huybrechts als Teil des Belgischen Nationalteams an und gewann das Finale gegen die Niederlande. 2011 wurde er zum dritten Mal in Folge Belgischer Meister. Erst 2012 wurde er im Finale von Thierry Michaux gestoppt. Er qualifizierte sich aber im gleichen Jahr für zwei Turniere der European Darts Tour. Bei den European Darts Open gelang ihm auch ein Erstrundensieg über Peter Wright, die Dutch Darts Masters beendete er jedoch ohne Erfolg.

### 2013–2014: World-Cup-Finale und EM-Halbfinale
Im Januar 2013 nahm Huybrechts dann an der PDC Qualifying School teil und errang am dritten Tag die Tour Card. Kurze Zeit später spielte er zusammen mit seinem Bruder Kim beim World Cup of Darts. Die Zwei erreichten nach Siegen über Ungarn, Australien, Kroatien und Finnland das Finale und unterlagen England mit 3:1. Bei einem Players-Championship-Turnier im April 2013 erreichte Ronny das Halbfinale und traf dort zum ersten Mal auf seinen Bruder. Ronny setzte sich mit 6:1 durch, aber verlor am Ende das Finale gegen Robert Thornton.
Huybrechts qualifizierte sich in seinem ersten Jahr auf der Tour gleich für mehrere Majors, schied jedoch sowohl bei den UK Open als auch beim World Matchplay in seinem ersten Spiel aus. Bei der European Darts Championship 2013 hingegen gelang ihm sein bis heute größter Erfolg bei einem Einzel-Major. Nach einem 6:3-Erstrundensieg über Stuart Kellett besiegte er im Achtelfinale Darts-Legende Phil Taylor mit 10:5 und zog ins Viertelfinale ein. Dort traf er auf Robert Thornton und konnte sich im Last-Leg-Decider mit 10:9 durchsetzen. Erst im Halbfinale wurde er durch Simon Whitlock mit 7:11 gestoppt.
Huybrechts qualifizierte sich außerdem für mehrere Turniere der European Darts Tour 2013, gewann dort jedoch – außer bei den Dutch Darts Masters – keines seiner Spiele.
Als Finalist des World Cup of Darts qualifizierte sich Huybrechts erstmals für den Grand Slam of Darts. Dort gewann er überraschend seine Gruppe nach Siegen über Christian Kist, Richie George und auch Ex-Weltmeister Adrian Lewis. Im Achtelfinale verlor er jedoch gegen seinen Bruder Kim mit 5:10.
Bei der PDC-Weltmeisterschaft 2014 kam es in der 1. Runde zum erneuten Duell gegen seinen Bruder Kim. dieser setzte sich mit 3:1 durch.
Auf der PDC Pro Tour 2014 ging es für Huybrechts einmal ins Halbfinale, ansonsten war hier aber wenig zu holen in diesem Jahr. Beim World Cup of Darts scheiterten die Brüder aus Belgien im Viertelfinale an den Niederlanden. Bei der European Darts Championship schied Huybrechts im Achtelfinale gegen Mervyn King aus.
Auch für den Grand Slam of Darts war Huybrechts qualifiziert, musste das Turnier jedoch nach nur einem Sieg als Gruppenletzter verlassen.
Über die PDC Pro Tour Order of Merit qualifizierte sich Huybrechts für seine zweite PDC-WM. Erstmals gewann er dabei ein Spiel, indem er sich in der ersten Runde mit 3:0 gegen Andy Smith durchsetzte. In seinem Zweitrundenmatch gegen Peter Wright musste sich Huybrechts dann aber mit 1:4 geschlagen geben.

### 2015 bis heute: Verlust der Tour Card
Auf der PDC Pro Tour 2015 reichte es für Huybrechts nur für ein Viertelfinale. Dazu kam ein Halbfinale beim World Cup of Darts mit seinem Bruder Kim. Für die PDC World Darts Championship 2016 war Huybrechts aber wieder über die Pro Tour qualifiziert. Wieder gewann er dabei sein Erstrundenmatch, diesmal mit 3:2 gegen Dean Winstanley, und verlor in Runde 2 gegen Peter Wright, diesmal mit 0:4.
Auch 2016 gelang ihm auf der Tour nur ein Einzug ins Viertelfinale sowie der Einzug ins Halbfinale des World Cup of Darts. Erstmals durfte Huybrechts zum Ende des Jahres an den Players Championship Finals teilnehmen, schied jedoch in Runde 1 gegen Rowby-John Rodriguez aus. Auch bei der PDC World Darts Championship 2017 war in der ersten Runde Schluss. Gegen James Wade konnte Huybrechts keinen Satz gewinnen.
Im Februar 2017 schaffte es Huybrechts erstmals seit 2013 wieder in ein Finale. Beim UK Open Qualifier 5 glänzte Huybrechts zunächst mit einem 9-Darter gegen Darren Webster, der selbst zuvor schon ein perfektes Leg geworfen hatte. Im Halbfinale schlug er dann Michael Smith und traf im Finale dann auf Simon Whitlock, gegen den er sich mit 3:6 geschlagen geben musste.
Im Juni folge Huybrechts‘ dritte Halbfinalteilnahme in Folge beim World Cup of Darts. Diesmal verloren sie gegen das Duo aus Wales. Durch konstante Leistungen auf der PDC Pro Tour qualifizierte sich Huybrechts zum ersten und bisher einzigen Mal für den World Grand Prix 2017, wo er jedoch in der ersten Runde gegen Mervyn King das Nachsehen hatte. Auch bei der European Darts Championship, den Players Championship Finals und zuletzt auch der PDC World Darts Championship 2018 schied Huybrechts in der ersten Runde aus. Im letzteren Fall hieß der Gegner dabei Daryl Gurney.
2018 folgte dann Huybrechts‘ bis dahin schwächste Saison. Nur selten konnte er in die zweite Runde der Turniere einziehen und qualifizierte sich auch erstmals wieder nicht für den World Cup of Darts. Sein bestes Ergebnis auf der Tour war ein Achtelfinale.
Auch auf der PDC Pro Tour 2019 konnte sich Huybrechts nicht verbessern. Erneut kam er einmal ins Achtelfinale, nahm jedoch bis auf die UK Open 2019 an keinem Major teil und verlor zum Ende der Saison seine Tour Card.
Diese konnte er sich bei der Q-School 2020 auch nicht zurückerspielen. Daraufhin versuchte sich Huybrechts auf der PDC Challenge Tour und kam einmal ins Achtelfinale. Bei der Belgian Darts Championship 2020, für die sich Huybrechts qualifizieren konnte, gewann er in der ersten Runde gegen Luke Humphries, schied aber in Runde zwei gegen den späteren Finalisten Michael Smith aus. Auch für die German Darts Championship konnte sich Huybrechts qualifizieren, musste sich hier jedoch Dragutin Horvat geschlagen geben.
Bei der PDC Qualifying School 2021 konnte sich Huybrechts trotz Erreichens der Final Stage keine Tour Card erspielen. Er nahm daraufhin an der European Challenge Tour teil, wo er im finalen Ranking Platz 33 erreichte.
2022 spielte Huybrechts erneut die Q-School. Er qualifizierte sich zwar für die Final Stage, gewann jedoch auch dieses Mal keine Tourkarte. Er trat also erneut den Gang zur Challenge Tour an, die er auf Position 110 abschloss.
2023 nimmt Huybrechts wieder an der Q-School teil und qualifizierte sich wieder für die Final Stage über die Rangliste. Hier gelang es ihm ebenfalls sich über die Rangliste auch die Tour Card wieder zurück zu erspielen.

## Weltmeisterschaftsresultate
- 2014: 1. Runde  (1:3-Niederlage gegen   Kim Huybrechts)
- 2015: 2. Runde (1:4-Niederlage gegen  Peter Wright)
- 2016: 2. Runde (0:4-Niederlage gegen  Peter Wright)
- 2017: 1. Runde (0:3-Niederlage gegen  James Wade)
- 2018: 1. Runde (1:3-Niederlage gegen  Daryl Gurney)